# Golpe de Estado en Perú de 1968
El golpe de Estado en Perú de 1968, autodenominada Revolución Nacionalista o Revolución Peruana, fue llevado a cabo por un grupo de altos oficiales del Ejército encabezados por el presidente del Comando Conjunto de las Fuerzas Armadas, el General Juan Velasco Alvarado, para derrocar al presidente elegido democráticamente Fernando Belaúnde Terry. Después del golpe, los jefes de la Marina y la Fuerza Aérea se adhirieron a la nueva cúpula gobernante.

## Antecedentes

### "Complot" contra el gobierno de Belaúnde Terry

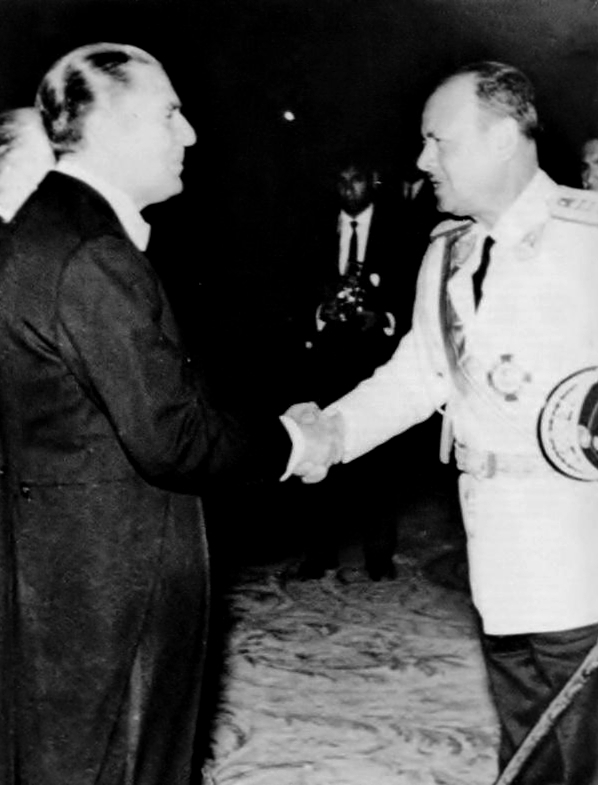
Después de la juramentación de nuevo Gabinete de Belaúnde, presidido por Miguel Mujica Gallo, Velasco despide y estrecha la mano de Belaúnde, horas antes de dar su Golpe de Estado.

Desde el momento en que alcanzó la Comandancia General del Ejército y la Presidencia del Comando Conjunto, el General de Ejército Juan Velasco Alvarado empezó a complotar contra el gobierno civil de Belaunde, junto con otros oficiales del Ejército Peruano. Entre estos destacaban el General de División EP Francisco Morales Bermúdez y cuatro coroneles: Rafael Hoyos Rubio, Jorge Fernández Maldonado, Leonidas Rodríguez Figueroa y Enrique Gallegos Venero. Estos oficiales, formados en el antiguo Centro de Altos Estudios Militares (actual CAEN), se dedicaron previamente a estudiar la realidad política, social y económica del Perú y concibieron un plan que, a su juicio, solucionaría la grave crisis general que el país experimentaba en aquel entonces.

#### El escándalo del Acta de Talara y la Página 11

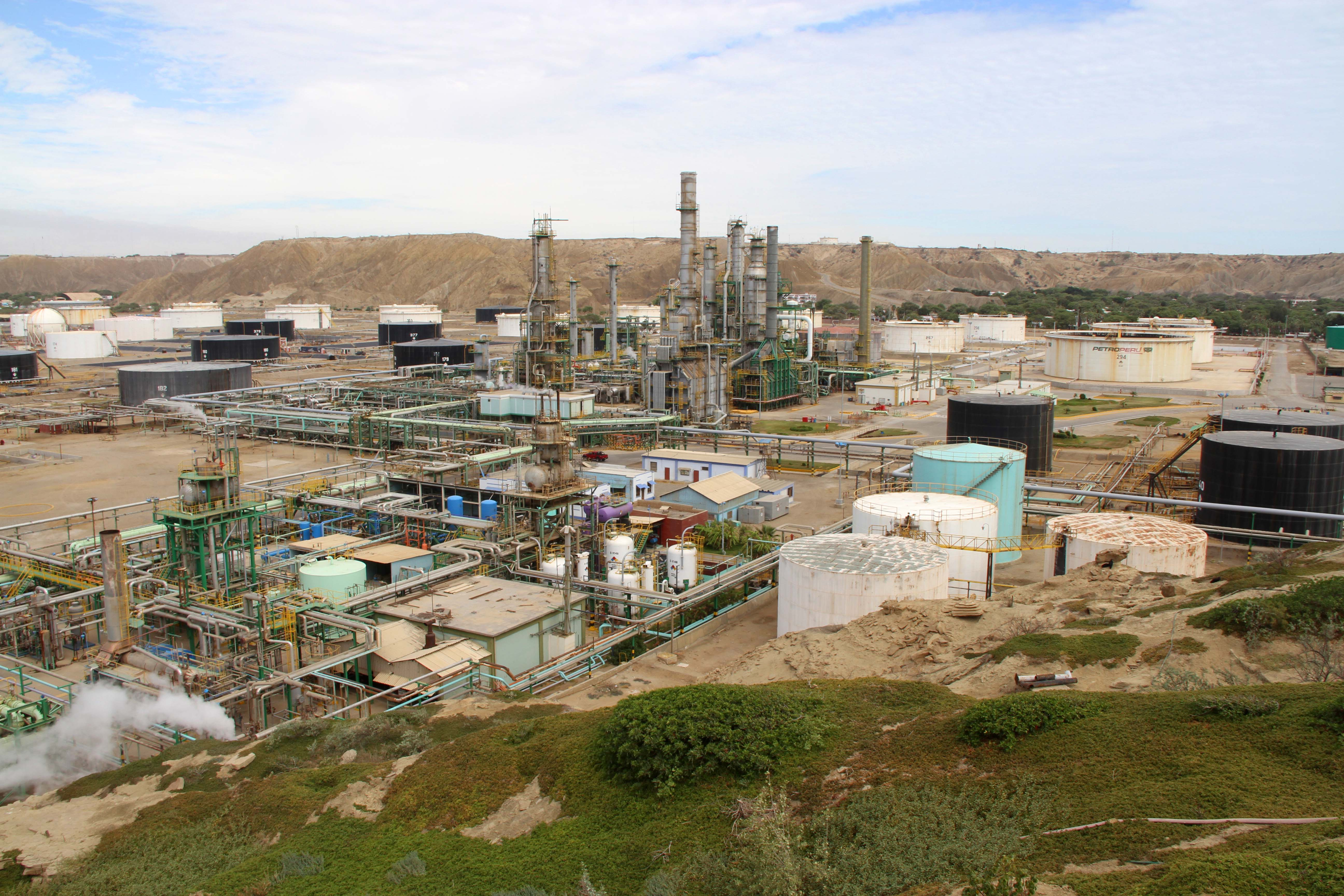
La International Petroleum Company en la ciudad de Talara.

El argumento presentado para perpetrar el golpe fue el arreglo que el gobierno de Belaúnde dio al añejo problema de La Brea y Pariñas. Este era el nombre de unos yacimientos petrolíferos situados en la costa norte peruana y explotados entonces por una compañía estadounidense, la International Petroleum Company (IPC). Durante décadas esta compañía (y su antecesora británica), se habían negado a pagar al Estado peruano el monto real de los impuestos por explotación, usando descaradamente a su favor un error inicial de parte del Estado peruano en la medición de los yacimientos que explotaban. Este viejo litigio tuvo su término el 13 de agosto de 1968 con la suscripción del Acta de Talara, por la cual todos los campos petrolíferos que explotaba la IPC retornaban al Estado peruano, mientras que dicha compañía solo conservaba la vieja refinería de Talara. Pronto se habló de manejos ocultos en la operación, que supuestamente beneficiaban a la IPC, y se acusó de “entreguismo” al gobierno de Belaunde. El escándalo estalló cuando se denunció que faltaba una página en el contrato de precios de petróleo crudo entre la estatal Empresa Petrolera Fiscal (EPF) y la IPC (firmado el 10 de septiembre de 1968). Esa fue la famosa Página Once, que sirvió de detonante para el golpe de Estado que Velasco Alvarado encabezó en menos de un mes.
Se ha discutido sobre las verdaderas razones del golpe de Estado de 1968. Mientras que unos sostienen que a los militares golpistas les inspiraba un sincero deseo de implantar la justicia social en el Perú, otros (como el mismo Belaúnde Terry) han hecho notar que los militares se adelantaron a impedir la realización de las elecciones generales de 1969, en las que se presagiaba el triunfo de Víctor Raúl Haya de la Torre. Los militares, desde la década de 1930, habían hecho cuerpo único para impedir el ascenso al poder de Haya de la Torre y los apristas, animadversión que se remontaba a la revolución de Trujillo de 1932, en donde fueron masacrados oficiales del Ejército a manos de apristas exaltados, en respuesta de lo cual, un número indeterminado de apristas fueron fusilados.

## El golpe de Estado
En horas de la madrugada del 3 de octubre de 1968, tanques de la división blindada rodearon Palacio de Gobierno y el Congreso de la República, el segundo edificio fue cerrado. Los militares retiraron al depuesto presidente Fernando Belaunde Terry de Palacio y lo deportaron a Buenos Aires.

Poco después, la Marina de Guerra y la Fuerza Aérea del Perú se plegaron a la operación golpista, dirigida por el presidente del Comando Conjunto de las Fuerzas Armadas, Juan Velasco Alvarado.

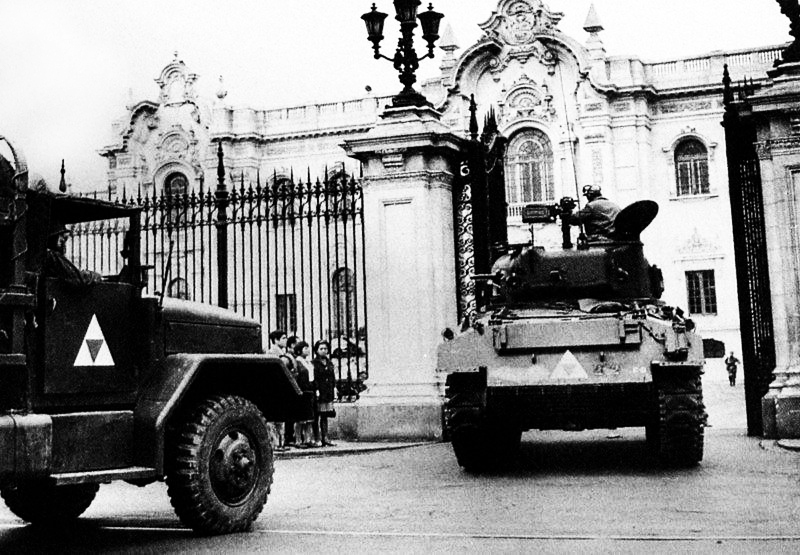
Tanquetas del Ejército peruano, ingresando al Palacio del Gobierno.

## Reacciones
El golpe de Estado del 3 de octubre fue tan esperado como mal recibido. Solo El Comercio y la revista Oiga! se pronunciaron decididamente en favor del movimiento revolucionario.
El Partido Aprista calificó de repudiable la acción de los golpistas que en la hora inicial no se atrevieron a identificarse, amparándose en un demagógico y contradictorio manifiesto anónimo. El APRA exigía la inmediata libertad de los detenidos (alrededor de 300), el retorno de los exiliados y la convocatoria a elecciones. Haya de la Torre, el día del Golpe, se encontraba en París.
El Partido Popular Cristiano, del alcalde de Lima Luis Bedoya Reyes, dijo que ningún pretexto tiene validez ante la magnitud del delito cometido.
El Movimiento Democrático Peruano protestó por el agravio del orden constitucional y exigieron el inmediato retorno a la normalidad constitucional.
El Partido Demócrata Cristiano condenó el alzamiento de la Fuerza Armada y exigió la realización de las elecciones dentro de los plazos previstos por la Constitución y la Ley.
La Unión Nacional Odriista pidió el restablecimiento de las instituciones democráticas sobre la base de elecciones generales.
El Partido Social Demócrata también demandó el retorno inmediato a la constitucionalidad y exigió a los revolucionarios que depusieran su actitud.
El Frente de Liberación Nacional, que agrupaba a elementos de tinte comunista y partidarios del socialismo en general, señaló que el golpe era parte del proceso en curso de militarización de América Latina, dirigido por el Pentágono y la CIA.
En la mañana del 4 de octubre, las noticias fueron alarmantes. En Arequipa se habían producido serios desórdenes. En el Cuzco, se produjo un choque de 2,000 estudiantes contra la policía. El Gobierno Revolucionario dio a conocer, en la noche, el texto de un Decreto Ley Nº 17065 que declaraba la nulidad del Acta de Talara y del convenio entre el Estado Peruano y la International Petroleum Company. La Fuerza Armada, en todo el país, se encontraba en estado de alerta. Tensas, transcurrían las horas en un clima de incertidumbre. Las puertas de Palacio permanecían cerradas. Había la impresión de que el nuevo Gabinete pasaba por un momento de desconcierto. La impresión de inmadurez que había dejado el presidente Velasco, con su discurso en Palacio de Gobierno, generó una atmósfera de inseguridad.
La Federación de Periodistas del Perú y el Centro Federado de Periodistas de Lima emitieron un comunicado de protesta y de rechazo por el golpe militar. La Confederación General de Trabajadores del Perú y la Federación de Campesinos del Perú, con influencia aprista, declararon que el golpe había paralizado la actividad laboral del país. Los campesinos anunciaron un paro general a nivel nacional. El día 6 se abrieron las puertas de Palacio para recibir al General Manuel Odría, quien concurrió a felicitar al presidente Velasco y a los Ministros por el éxito del golpe. No era, en tales circunstancias, una visita como para sentirse feliz. 
La Confederación General de Trabajadores del Perú, comunista, sin reconocimiento oficial, lanzó un violento documento rechazando el pronunciamiento militar".. que ha venido a quebrar el orden constitucional". En este clima, en el que todo parecía volverse contra el nuevo Gobierno, el arquitecto Fernando Belaúnde Terry intentó, espectacularmente, regresar al Perú. Fue obligado a descender del avión, en Buenos Aires, por las autoridades argentinas.